# Viento relativo
En aeronáutica, el viento relativo es la dirección del movimiento de la atmósfera con respecto a una aeronave o un perfil alar.  Es opuesta a la dirección del movimiento de la aeronave o del perfil alar con respecto a la atmósfera. Cerca de cualquier punto de la superficie de una aeronave o aerodino, el aire se mueve de forma paralela a la superficie; pero a una gran distancia de la aeronave, el movimiento del aire puede representarse mediante un único vector.  Este vector es el viento relativo o el vector de velocidad de la corriente libre.
El ángulo entre la línea de cuerda de un perfil aéreo y el viento relativo define el ángulo de ataque. El viento relativo es de gran importancia para los pilotos, ya que si se supera el ángulo de ataque crítico se producirá una entrada en pérdida, independientemente de la velocidad aerodinámica.

## En caída libre
El viento relativo también se utiliza para describir el flujo de aire relativo a un objeto en caída libre a través de una atmósfera, como el del cuerpo de una persona durante la parte de caída libre de un paracaidismo o salto BASE. En un paracaidismo normal, el descenso vertical del paracaidista crea un viento relativo ascendente. La fuerza del viento relativo aumenta con el aumento de la velocidad de descenso.
El viento relativo es directamente opuesto a la dirección de desplazamiento.
Cuando un paracaidista sale de una aeronave que se mueve hacia delante, como un avión, el viento relativo emana de la dirección en la que está orientado el avión debido al impulso inicial hacia delante (horizontal) del paracaidista. 
A medida que la resistencia aerodinámica supera gradualmente este impulso hacia adelante y la gravedad atrae simultáneamente al paracaidista hacia abajo, el viento relativo se altera proporcionalmente hacia una dirección ascendente (vertical). Esto crea un arco de viaje para el paracaidista similar al agua que fluye de una manguera de baja presión sostenida horizontalmente y crea una variación en el ángulo del viento relativo de horizontal a vertical.
Cuando se sale de una aeronave que se mueve hacia adelante (a diferencia de una aeronave que flota, como un globo o un helicóptero en modo de flotación) durante un salto normal de panza a tierra, el paracaidista debe arquear su cuerpo en la dirección de viaje que es inicialmente horizontal. Si el paracaidista continúa arqueándose, su vientre cambiará gradualmente de inclinación hasta que se encuentre de vientre a tierra. Esta sección del salto se conoce comúnmente como "la colina".
El viento relativo difiere del viento en meteorología en que el objeto (por ejemplo, el paracaidista) se mueve más deprisa del aire, en oposición al aire que se mueve despacio que el objeto.